# 제니우송 안젤루 지 소자
제니우송 안젤루 지 소자(포르투갈어: Jenílson Ângelo de Souza, 1973년 6월 20일 ~ )는 주니오르(포르투갈어: Júnior)라는 이름으로 더 잘 알려진 브라질의 전직 축구 선수로, 레프트백으로 뛰었다.

## 구단 경력
주니오르는 선수 생활 초기 브라질의 비토리아와 파우메이라스에서 뛰었으며, 이후 이탈리아로 건너가 2000년부터 2004년까지 파르마와 시에나에서 활약했다. 말년에는 세리이 A의 고이아스에서 뛰었다. 파르마에서 활약하던 동안 그는 2001–02년 시즌 코파 이탈리아 우승을 차지했으며, 결승 2차전에서 결승골을 넣어 파르마가 유벤투스를 원정 다득점 원칙으로 꺾는 데 결정적인 역할을 했다.

## 국가대표팀 경력
브라질 국가대표팀에서 주니오르는 1996년부터 2004년까지 총 19경기에 출전해 1골을 기록했으며, 이 골은 브라질이 우승을 차지한 2002년 FIFA 월드컵에서 코스타리카를 상대로 넣은 것이었다. 그는 또한 1998년 CONCACAF 골드컵과 2001년 코파 아메리카에 참가한 브라질 국가대표팀의 일원이기도 했다.